# Heroin
«Heroin» — пісня арт-рок-групи The Velvet Underground з їх дебютного альбому The Velvet Underground and Nico (1967), яка вважається однією з найвідоміших їх композицій. Одна з найперших пісень групи, вона була написана Лу Рідом в 1964 році від імені героїнового залежного і включала в себе детальний опис ейфорії після прийому дози; Рід звертався до цієї теми і в інших піснях (наприклад, «I'm Waiting for the Man» або «Sister Ray»), і це забезпечило йому свого роду скандальну популярність — хоча, як зазначав критик Марк Демінг, «навряд чи ця пісня вихваляє вживання наркотиків, хоча і того, що вона повністю його відкидає, теж сказати не можна».

## Історія та композиція
Перший відомий запис пісні відноситься до липня 1965 року, де вона виконується Лу Рідом на акустичній гітарі; слід зазначити, що, на відміну від таких пісень, як «I'm Waiting for the Man» і «Venus in Furs», згодом сильно перероблених, в плані структури та мелодії «Heroin» в запису 1965 роки вже майже не відрізняється від альбомної версії, записаної в 1966 році. В остаточному варіанті пісня починається з мелодійного гітарного інтро Ріда, потім вступає Мо Такер з гіпнотічним, абстрактним барабанним ритмом; поступово до них приєднуються Джон Кейл з електроальтом і Стерлінг Моррісон на ритм-гітарі, бас-гітара відсутня. «Текучий» темп пісні то прискорюється, то знову сповільнюється, лише ближче до кульмінації починаючи стрімко наростати — Такер барабанить все голосніше і швидше, голосно скрегоче альт Кейла; перед самим крещендо партія ударних обривається — в цьому місці Морін збилася з ритму і перестала грати, але ця помилка часто приймається за навмисне рішення і є одним з найбільш впізнаваних моментів пісні. В кінці темп знову поступово сповільнюється, і Рід зі знову підключилася Такер грає той же самий фрагмент, що відкриває пісню. Композиція побудована всього на двох акордах — D♭ і G♭; як зазначив рецензент «Rolling Stone», «для написання геніальної пісні потрібно не так вже й багато», натякаючи якраз на мінімальну кількість акордів.
Як одна з найбільш їх провокаційних і експериментальних композицій, «Heroin» увійшла до числа найвідоміших пісень The Velvet Underground (нарівні з, наприклад, «I'm Waiting for the Man», «Venus in Furs» і «Sister Ray»): в 2004 році той же «Rolling Stone» включив її в свій список «500 найкращих пісень усіх часів за версією журналу Rolling Stone» під номером 455.

## Учасники запису
- Лу Рід — вокал, гітара;
- Джон Кейл — альт;
- Стерлінг Моррісон — ритм-гітара;
- Морін Такер — ударні.

## В культурі
- Кавер-версії цієї пісні виконувалися такими музикантами, як Mazzy Star, Human Drama, Іггі Поп, Echo & the Bunnymen, Billy Idol і Third Eye Blind[5]; крім того, Лу Рід і Мо Такер пізніше перезаписували цю пісню для своїх сольних альбомів (Rock'n'Roll Animal Ріда і Playin 'Possum Такер).

- Збірка оповідань Дениса Джонсона «Jesus 'Son» («Син Ісуса») названа так по рядку з цієї пісні, яка описує відчуття її героя після ін'єкції героїну: «And I feel just like Jesus' son» (І я відчуваю себе сином Божим)[6].

- За словами Міка Джаггера, пісня The Rolling Stones «Stray Cat Blues» з альбому «Beggars Banquet» натхненна «Heroin». У цих пісень однакове інтро.

- Головний герой роману Ірвіна Велша Trainspotting («На голці») говорить, що включити «Heroin» у версії з «Rock'n'Roll Animal», а не в канонічному варіанті з «The Velvet Underground and Nico» є порушення золотого правила джанки (breaking the junkie's golden rule).